# Latvijas Mūzikas ierakstu gada balva
Latvijas Mūzikas ierakstu gada balva (dosł. z łot. „Nagroda Roku Nagrań Muzyki Łotewskiej”) – coroczna ceremonia wręczania nagród dla najlepszych muzyków łotewskich. Po raz pierwszy odbyła się w 1995 roku, gdy przyznano nagrody za rok 1994. W latach 1994 i 1995 przyznawana pod nazwą Mikrofona Gada Balva (pol. „Nagroda Mikrofonu Roku”). Niemal każdego roku zmieniano format nominacji, np. w 1995 roku nagrody były przyznawane w 7 kategoriach każdej firmie wydawniczej z osobna.
Obecnie nagroda jest przyznawana w 17 kategoriach:
- Utwór rockowy
- Płyta z muzyką rock
- Utwór popowy
- Płyta z muzyką pop
- Utwór dance, hip-hop lub r'n'b
- Płyta z muzyką dance, hip-hop lub r'n'b
- Utwór typu szlagier lub country
- Płyta z muzyką szlagierową lub country
- Płyta współczesnej muzyki ludowej
- Płyta z muzyką akademicką
- Płyta z muzyką instrumentalnaą, filmową lub teatralną
- Płyta z muzyką dziecięcą
- Teledysk
- Nagranie koncertowe
- Debiut
- Przebój radiowy
- Życiowy wkład w rozwój muzyki łotewskiej